# 丁晓先
丁晓先（?—1976）又名韦息予，籍贯苏州吴县，大革命时期上海工人运动领袖，后来成为出版界人士。

## 生平
丁晓先早年任商务印书馆编辑，后来是1927年上海工人第三次武装起义领导人之一。同年，他出任上海特别市临时市政府执行常委兼教育局局长。1927年8月南昌起义时，丁晓先任起义中成立的中国国民党革命委员会主席团秘书。后来，丁晓先回到上海经营出版业，成为开明书店的负责人之一。
中华人民共和国成立后，丁晓先调入1950年成立的人民教育出版社，任室主任。他是中国民主同盟盟员，1952年中国民主同盟人民教育出版社支部成立后，他成为该支部成员。后来，他调入北京中华书局工作。1957年，正在中华书局古籍编辑室任职的丁晓先同其他出版界元老参加了文化部于5月14日、15日召开的出版、印刷、发行方面的老前辈的座谈会，并发表言论。其言论刊登在1957年5月16日的《人民日报》上。在反右运动中，丁晓先被打成右派，此后仍在中华书局工作。